# Fontaine de Montazels
La fontaine de Montazels est une fontaine située à Montazels, en France.

## Localisation
La fontaine est située sur la commune de Montazels, dans le département français de l'Aude.

## Historique
L'édifice est inscrit au titre des monuments historiques en 1951.